# Santa Cruz de Cuca
Santa Cruz de Cuca es una localidad ubicada en la comuna de Chillán, en la Región de Ñuble, Chile. Se ubica a tres kilómetros de la localidad de Quinchamalí, cerca de la confluencia de los ríos Itata y Larqui. 
La principal actividad económica se debe a la alfarería local a base de greda, cual es compartida con la localidad de Quinchamalí. Asimismo destaca la agricultura del trigo, cual es celebrado en la "Cruz del Trigo de Santa Cruz de Cuca", también conocida como "Fiesta del Trigo", ceremonia instaurada en 2015, cual cuenta con el apoyo de la iglesia católica.
Por otro lado, se desarrollan en la zona emprendimientos de producción de ají, lana, cervecerías artesanales y, a partir de sus cepas ancestrales, destinos de Enoturismo en la viña Keltrewe y Viña Santa Cruz de Cuca.